# Mitragyna parvifolia
Mitragyna parvifolia es una especie de planta perteneciente a la familia de las rubiáceas. Se distribuye por el sur de Asia.

## Descripción
Es un árbol caducifolio, que alcanza hasta los 30 m de altura, el tronco es corto. Las hojas de 5-12 (-15) x 2,5-8 (-10) cm, elípticas, obovadas, ovoides o orbiculares, redondeadas, agudas-corto-acuminadas en el ápice, oblicuas en la base, con 6-8 pares de nervios laterales, glabros por el haz, glabras o pubescentes en los nervios por el envés, con pecíolo de 6-20 mm de largo. La corola de color verde o crema; en forma de tubo de 4-5 mm de largo. El fruto en forma de cápsula de 3-5 mm de largo.

## Distribución
Se distribuye por India, Pakistán (Punjab y Sind), Birmania, Sri Lanka y Bangladés.

## Usos
La madera es moderadamente dura y con grano, se utiliza para la fabricación de diversos tipos de utensilios y en la agricultura. No es una especie común aunque cada vez es más frecuente en el este de Punjab.

## Taxonomía

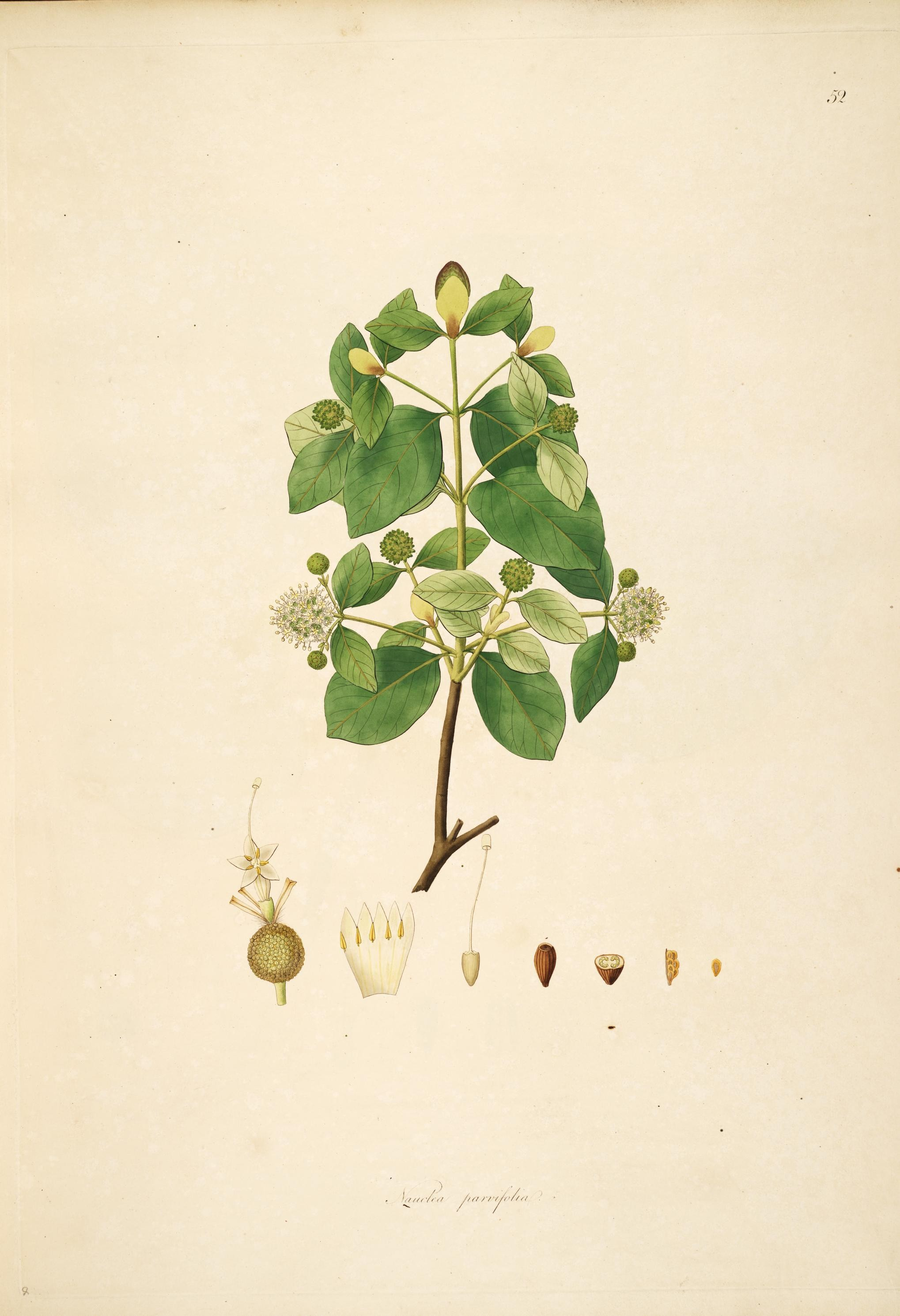
Ilustración de 1795.

Mitragyna parvifolia fue descrita por (Roxb.) Korth. y publicado en Observ. Naucl Ind. 19, en el año 1839.
Variedades aceptadas
- Mitragyna parvifolia var. microphylla (Kurz) Ridsdale
- Mitragyna parvifolia var. parvifolia

Sinonimia
- Nauclea parvifolia Roxb.
- Nauclea parvifolia Willd.
- Stephegyne parvifolia (Roxb.) Korth.[3]